# Olimpia Grudziądz
Maillots
Dernière mise à jour : 15 juin 2024.
L'Olimpia Grudziądz (Grudziądzki Klub Sportowy Olimpia Grudziądz de son nom complet) est un club polonais de football basé à Grudziądz et fondé le 30 juin 1923.

## Historique

### Récents succès
Au terme de la saison 2010-2011, l'Olimpia Grudziądz réussit pour la première fois de son histoire à accéder en deuxième division, après avoir terminé à la première place du « groupe est » de troisième division. Sous les ordres de Marcin Kaczmarek, l'équipe professionnelle fait bonne figure en I liga la saison suivante et termine à la onzième place du championnat, en ayant une avance de huit points sur la zone de relégation. 
En 2012-2013, le club renouvelle ses bonnes performances et se fait même remarquer en Coupe de Pologne, éliminant successivement deux clubs de l'élite (Pogoń Szczecin et Lech Poznań) et accédant aux quarts de finale.
Lors de la saison 2020-2021, l'Olimpia Grudziądz termine en 17ème position du championnat de 3ème division et est relégué au 4ème niveau. 